# Thorvald Astrup
Thorvald Astrup (født 18. maj 1876 i Oslo, død 12. august 1940 samme sted) var en norsk arkitekt, der især stod for en række norske industribygninger. Han var søn af grosserer Harald Astrup (1831–1914) og bror til den opdagelsesrejsende Eivind Astrup.
Thorvald Astrup uddannede sig til arkitekt på Christiania Tekniske Skole fra 1891 til 1892. Derefter gik han på Kunst- og håndverksskolen i Oslo fra 1892 til 1893. Fra 1896 til 1897 studerede han på Technische Hochschule Charlottenburg i Berlin.
Fra 1899 praktiserede han som arkitekt i Oslo. Astrup blev tidligt knyttet til industrien som arkitektkonsulent, og fik her en række opgavet med udformning af større kraft- og transformatorstationer, fabriks- og dæmningsbyggerier. I de monumentale byggerier som udviklingen af storindustrien førte med sig, benyttede han både nyklassicistisk stil og funktionalismens virkemidler.
Astrup tegnede mange industribygninger, blandt andet Tysso I (1906), Svelgfoss II (1909–1913), Bjølvo kraftverk (1915) og Såheim kraftstasjon i Rjukan, sammen med Olaf Nordhagen (1916). Adminiet i Rjukan blev tegnet af Thorvald Astrup for Norsk Hydro-Elektrisk Kvælstofaktieselskab i 1908.
Astrup er begravet i et familiegravsted på Vår Frelsers gravlund i Oslo.

## Udvalgte værker
- Rånåsfoss kraftstasjon i Rånåsfoss, Norge, bygget i perioden 1917-1922.
- Margarinfabrikken i Oslo, bygget i perioden 1926-1927.
- Soria Moria kino i Oslo, bygget i 1928.
- Oslo kringkaster, Lambertseter. Bygget 1928-1929.
- Vannstoffabrikken i Vemork, 1928-1933, nedrevet 1977.